# Aliança per la Presència Digital del Català
L'Aliança per la Presència Digital del Català és una plataforma per garantir la presència de la llengua catalana en l'entorn digital de Google.
L'objectiu principal d'aquesta iniciativa és el de monitorar, diagnosticar, proposar i representar els drets lingüístics de la societat civil catalanoparlant, trobant la manera de lluitar per revertir l'actual pèrdua de rellevància en els resultats de cerca web en català.
L'Aliança, sota la coordinació de la Fundació .cat està representada pel periodista Albert Cuesta i Zaragosí, que a més de secretari tècnic i coordinador, serà l'interlocutor de referència entre la societat civil i els actors del món digital.

## Història
L'Aliança per la Presència Digital del Català es va presentar el 23 de març de 2023 a Barcelona arran d'una iniciativa de les entitats que treballen per la defensa de la llengua catalana següents: Acció Cultural del País Valencià, Amical Wikimedia, Fundació .cat, Institut d’Estudis Catalans, Institut Ramon Llull, Obra Cultural Balear, Òmnium Cultural, Plataforma per la Llengua, Softcatalà i Webmàsters Independents en Català, de Cultura i d'Àmbits Cívics (WICCAC).
El Govern de la Generalitat de Catalunya va encarregar a les entitats que integren l'Aliança un informe per treballar amb les grans empreses digitals. Amb aquest instrument i les dades exactes l'executiu creu que es podran reclamar solucions a les empreses tecnològiques. Es tracta d'analitzar per què els cercadors, sobretot Google, posicionen millor la versió del contingut en un idioma diferent del preferit per l'usuari. Això castiga el català i cal, segons els promotors de la iniciativa, saber per què passa i posar-hi solució.
Les entitats promotores, amb el suport de la Generalitat de Catalunya, han identificat diversos àmbits del món digital on la presència del català no és satisfactòria o bé reclama una atenció especial: contingut web, aplicacions mòbils, xarxes socials, plataformes audiovisuals, automoció, electrodomèstics, assistents de veu i intel·ligència artificial. En cadascun d'aquests àmbits, l'Aliança es proposa intervenir en tres línies d'actuació: el diagnòstic de la situació basat en dades; la interlocució amb els actors públics i privats que determinen la presència del català; i el seguiment continuat d’aquesta presència per verificar els efectes de les accions de millora i, en el seu cas, detectar com més aviat millor possibles deterioraments.